# N-123 (Spanje)
De N-123 is een korte weg in Aragón in het noorden van Spanje. Het verbindt Benabarre met Barbastro.
De weg begint in Benabarre bij de aansluiting met de N-230. Hij gaat noordwaarts langs het Reservoir van Barasona ten noorden van de Sierra de Carrodilla. Daar volgt hij de Rio Cinca richting het zuiden tot de aansluiting met de N-240 bij Barbastro.